# De vogelman
De vogelman is het 27ste stripalbum uit de reeks Lefranc, bedacht door Jacques Martin, geschreven door Roger Seiter en getekend door Régric. De inkleuring werd verzorgd door Bruno Wesel.
De eerste publicatie was ook meteen het eerste album. Het album werd op 17 augustus 2016 uitgegeven door uitgeverij Casterman als softcover met nummer 27 in de serie Lefranc. In 2018 volgde een herdruk.

## Het verhaal
Journalist Guy Lefranc is in 1959 te gast van een Franse wetenschapper die op Paaseiland opgravingen wil verrichten. Hij wil ook de mythe over de vogelmannen bestuderen, de vertegenwoordigers van de god Make Make op aarde. Bij aankomst bij het eiland poogt Lefranc een drenkeling te redden, die echter vermoord bleek.
Later vindt Lefranc een bewerkte steen in zijn tent met een afbeelding van een vogelman erop. Zodra de eilandbewoners erachter komen dat de archeologische expeditie deze voor hun heilige steen in hun bezit heeft, worden ze felle tegenstanders.
Een geheime dienst van een buitenlandse regering neemt de besturing van een bemande Russische Vostok-capsule over en laat deze neerstorten bij het Paaseiland. Het Russische bemanningslid weet zich met een parachute te redden. De geheime dienst heeft Axel Borg gerecruteerd om deze capsule op te halen.
Na een reeks verwikkelingen blijkt dat de dokter op het eiland omgekocht is door de geheime dienst. Deze dokter neemt Lefranc gevangen en levert hem uit aan Borg. Als het Russische bemanningslid wordt aangevallen door de mannen van Borg, weet Lefranc te ontsnappen en de Rus te helpen. De Rus kan niet vertellen wie hij is. Met de hulp van Lefranc wordt hij opgehaald door een Russische duikboot, die vervolgens het schip van Borg, waar de capsule inmiddels werd ingeladen, torpedeert.
Twee jaar later herkent Lefranc in kosmonaut Joeri Gagarin die de eerste succesvolle ruimtevlucht ondernam, de onbekende Rus van het Paaseiland.